# Payena gigas
Payena gigas  A.Bruggen, 1958 è una pianta della famiglia delle Sapotacee, endemica del Borneo.
L'epiteto specifico deriva dal greco γίγας (gigas, "gigante") in relazione alle dimensioni dell'albero.

## Descrizione
Essa cresce fino ad un'altezza di 40 m con un tronco di diametro fino a 105 cm.
I frutti sono ovoidali, lunghi fino a 4,5 cm.

## Distribuzione e habitat
P. gigas è endemica del Borneo, ove cresce solo nella zona di Sabah.
Cresce in foreste montane ad altezze da 850 a 1220 m s.l.m..